# Antimargarita
Antimargarita is een geslacht van weekdieren uit de klasse van de Gastropoda (slakken).

## Soorten
- Antimargarita bentarti Aldea, Zelaya & Troncoso, 2009
- Antimargarita dulcis (E. A. Smith, 1907)
- Antimargarita maoria Dell, 1995
- Antimargarita powelli Aldea, Zelaya & Troncoso, 2009
- Antimargarita smithiana (Hedley, 1916)